# Lardera
Lardera (Lardèra în dialectul din Lodi) este un sat în comuna Cornovecchio din Provincia Lodi. Altitudinea medie este de 55 m. Are o populație de 14 locuitori.
Localitatea este în prezent o exploatare agricolă (în italiană cascina). Are o origine veche, până în secolul trecut fiind o municipalitate independentă. În timpul Unificării Italiei avea 264 de locuitori; din 1861 a fost integrată în Cornovecchio.
În prezent, Lardera se află pe teritoriul Parcului Adda Sud.